# Kosakowo (gmina)
Pour les articles homonymes, voir Kosakowo.
La gmina de Kosakowo est une commune rurale de la voïvodie de Poméranie et du powiat de Puck. Son siège est le village de Kosakowo qui se situe à environ 14 kilomètres au sud-est de Puck et à 27 kilomètres au nord de Gdansk, la capitale régionale.

## Villages
La gmina de Kosakowo comprend les villages et localités de Dębogórze, Dębogórze-Wybudowanie, Kazimierz, Kosakowo, Mechelinki, Mosty, Pierwoszyno, Pierwoszyńskie Pustki, Pogórze, Rewa, Stefanowo, Suchy Dwór et Zaklęty Zamek.

## Villes et gmina voisines
La gmina de Kosakowo est voisine des villes de Gdynia et Rumia et de la gmina de Puck.